# Natan Węgrzycki-Szymczyk
Natan Węgrzycki-Szymczyk, né le 5 janvier 1995 à Cracovie, est un rameur polonais.

## Palmarès

### Championnats du monde
- 2015 à Aiguebelette,  France
  - 9e place en skiff.

### Championnats d'Europe
- 2020 à Poznań,  Pologne
  -  Médaille d'argent en skiff.
- 2021 à Varèse,  Italie
  -  Médaille de bronze en skiff.